# Ewald Kluge
Pour les articles homonymes, voir Kluge.
Ewald Kluge né le 19 janvier 1909 à Lausa (de) et décédé le 19 août 1964 était un pilote automobile et un pilote moto allemand.

## Biographie
Ewald Kluge connait une jeunesse difficile. Alors qu'il a douze ans, sa mère décède et il doit alors travailler dans l'entreprise de son père. Deux ans plus tard, il cherche en vain un poste dans l'enseignement mais en trouve un en tant que laveur de voitures qui lui permet de financer sa formation de mécanique automobile dans un atelier de réparation. Cependant, l'entreprise, avec la crise jette Kluge sur le marché du travail alors qu'il a encore dix-neuf ans. Il retrouve du travail en tant que chauffeur de taxi à Dresde.
Pour 800 Reichsmark, il achète une moto, une Dunelt anglaise et s'engage en 1929 dans la course Freiberger Dreiecksrennen où il termine troisième derrière deux BMW. Au cours des années suivantes, il court en privé sur DKW, puis, en 1934, il devient mécanicien pour l'écurie officielle de DKW à Zschopau qui fait également de lui un pilote de réserve. Cette année, il remporte la médaille d'or avec DKW à l'International Six Days Enduro ainsi qu'au 2000-km-Deutschlandfahrt. L'année suivante, devient pilote titulaire pour DKW et remporte la médaille d'argent de l'International Six Days Enduro.
De 1936 à 1939 Ewald Kluge est sacré champion d'Allemagne des pilotes moto et, en 1938 et 1939 champion d'Europe dans la catégorie 250 cm3. Il signe le plus grand succès de sa carrière en juin 1938 en remportant le Tourist Trophy de l'île de Man en 3 h 21 min 56 s à une vitesse moyenne de 125,57 km/h. Il s'agit alors de la plus difficile course de moto du monde qu'il remporte avec une marge de 11 minutes et 10 secondes sur le deuxième, S. Wood. Il devient le premier pilote Allemand et le deuxième pilote d'Europe continentale (hors Royaume-Uni) à remporter cette course.
Ewald Kluge ne se limite pas qu'aux épreuves sur circuit, il participe également aux courses de côte. En 1938, il remporte le Grand Prix moto d'Allemagne de la montagne disputé sur la Haute route alpine du Grossglockner, entre le Mautstelle Ferleiten et le Fuscher Törl et organisé par le Deutsche Bergmeisterschaft. Ewald Kluge signe le meilleur temps absolu sur sa 250 cm3, un temps de référence, y compris pour les 350  et   500 cm3.

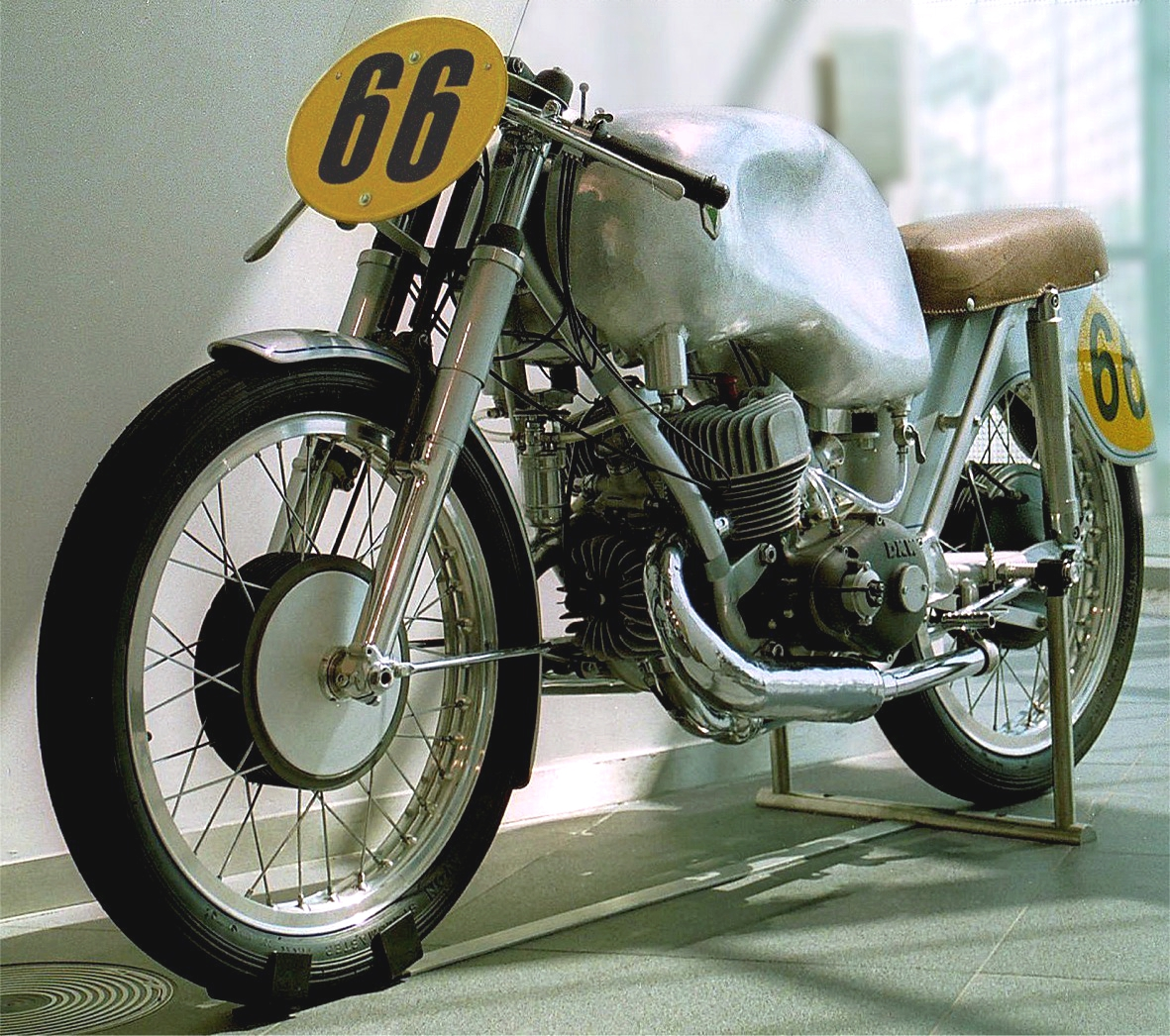
La DKW tricylindre de 350 cm3 qu'Ewald Kluge pilotait lors de ses dernières courses.

Au cours de la Seconde Guerre mondiale, Ewald Kluge devient sous-officier à Leipzig et à l'École de l'Armée de terre en Motorisée (Schule für Heeresmotorisierung) à Wünsdorf. À la demande d'Auto Union, il est libéré en 1943 pour travailler dans leur département. Comme de nombreux autres collègues, il adhère à l'organisation paramilitaire des NSKK et, à la fin de la Seconde Guerre mondiale est dénoncé comme un nazi. Il est donc emprisonné de 1946 à 1949 dans un camp de concentration en URSS.
Après la guerre, il s'engage régulièrement en 250  et   350 cm3. Il remporte sur une DKW trois cylindres, l'Eilenriederennen 1952 signe le meilleur temps au tour et s'impose à la vitesse moyenne de 126,5 km/h. À 43 ans, Ewald Kluge s'engage dans le championnat du monde de vitesse moto en participant au Grand Prix d'Allemagne à la Solitude qu'il termine en quatrième position en 250 cm3 et cinquième en 350 cm3. Il y glane respectivement trois et deux points qui lui permettent de se classer treizième du championnat en 250 cm3 et onzième en 350 cm3.
Sa carrière s'achève en 1953 lors d'une course sur le Ring. Il subit une lourde chute, se blesse gravement et prend la décision de s'arrêter.
Ewald Kluge décède le 19 août 1964 d'un cancer. Il était marié et père de deux enfants.

## Palmarès
- 1936 – Vice-champion d'Europe de vitesse moto en 250 cm3 sur DKW
- 1936 – Champion d'Allemagne de vitesse moto 250 cm3 sur DKW
- 1937 – Champion d'Allemagne de vitesse moto 250 cm3 sur DKW
- 1938 – Champion d'Europe de vitesse moto en 250 cm3 sur DKW
- 1938 – Champion d'Allemagne de vitesse moto 250 cm3 sur DKW
- 1939 – Champion d'Europe de vitesse moto en 250 cm3 sur DKW
- 1939 – Champion d'Allemagne de vitesse moto 250 cm3 sur DKW
- 1939 – Vainqueur du Tourist Trophy de l'île de Man

## Résultats en championnat du monde de vitesse moto
| Saison | Classe  | Moto   | GP disputés | Victoires | Podiums | Points inscrits | Classement |
| ------ | ------- | ------ | ----------- | --------- | ------- | --------------- | ---------- |
| 1952   | 250 cm3 | DKW    | 1           | 0         | 0       | 3               | 13e        |
| 1952   | 350 cm3 | DKW    | 1           | 0         | 0       | 2               | 11e        |
| Résumé | Résumé  | Résumé | 2           | 0         | 0       | 5               |            |

## Distinctions
À Ingolstadt et à Weixdorf une rue est nommée en son honneur. À Berlin, un monument a été érigé en son hommage près de l'ancien tracé de l'Avus.